# Sétifrevolten
Sétifrevolten ägde rum 1945 i den algeriska staden Sétif. Revolten bröt ut 8 maj 1945 i samband med firandet av slutet på andra världskriget. Många människor var ute på gatorna i Sétif för att fira att Tyskland hade kapitulerat. Under den här tiden var det enbart den franska flaggan som var tillåten att visa upp i Algeriet då landet fortfarande var under franskt styre. Landet var splittrat och under firandet hölls en variant av en algerisk flagga upp vilket fransk kolonialpolis försökte stoppa. Detta ledde till tumult och till slut skottlossning. Denna konflikt spred sig runt i närområdet och franska bosättare boende utanför Sétif, så kallade pied-noirs, blev attackerade som hämnd. 102 pied-noirs dödades och 100 skadades. 
Revolten pågick i flera dagar, innan franska trupper fick läget under kontroll. Hur många som dog i samband med revolten är oklart. De franska siffrorna sade att cirka 1 000 algerier dödades, medan de algeriska siffrorna menar att det var 45 000. Dödssiffran tros ligga mellan 5 000 och 10 000 och Frankrike gick ut med en officiell ursäkt 2005. De fransk-algeriska relationerna återhämtade sig aldrig och ur den kom senare Algerietrevolten som pågick mellan 1954 och 1962 och slutade med att Algeriet blev ett självständigt land.